# Steve Jenkins
Steve Jenkins (Merthyr Tydfil, 16 luglio 1972) è un allenatore di calcio ed ex calciatore gallese, di ruolo difensore.

## Statistiche

### Cronologia presenze e reti in nazionale
| Cronologia completa delle presenze e delle reti in nazionale ― Galles | Cronologia completa delle presenze e delle reti in nazionale ― Galles | Cronologia completa delle presenze e delle reti in nazionale ― Galles | Cronologia completa delle presenze e delle reti in nazionale ― Galles | Cronologia completa delle presenze e delle reti in nazionale ― Galles | Cronologia completa delle presenze e delle reti in nazionale ― Galles | Cronologia completa delle presenze e delle reti in nazionale ― Galles | Cronologia completa delle presenze e delle reti in nazionale ― Galles |
| Data                                                                  | Città                                                                 | In casa                                                               | Risultato                                                             | Ospiti                                                                | Competizione                                                          | Reti                                                                  | Note                                                                  |
| --------------------------------------------------------------------- | --------------------------------------------------------------------- | --------------------------------------------------------------------- | --------------------------------------------------------------------- | --------------------------------------------------------------------- | --------------------------------------------------------------------- | --------------------------------------------------------------------- | --------------------------------------------------------------------- |
| 11-10-1995                                                            | Cardiff                                                               | Galles                                                                | 1 – 2                                                                 | Germania                                                              | Qual. Euro 1996                                                       | -                                                                     |                                                                       |
| 15-11-1995                                                            | Tirana                                                                | Albania                                                               | 1 – 1                                                                 | Galles                                                                | Qual. Euro 1996                                                       | -                                                                     |                                                                       |
| 24-1-1996                                                             | Terni                                                                 | Italia                                                                | 3 – 0                                                                 | Galles                                                                | Amichevole                                                            | -                                                                     |                                                                       |
| 5-10-1996                                                             | Cardiff                                                               | Galles                                                                | 1 – 3                                                                 | Paesi Bassi                                                           | Qual. Mondiali 1998                                                   | -                                                                     |                                                                       |
| 14-12-1996                                                            | Cardiff                                                               | Galles                                                                | 0 – 0                                                                 | Turchia                                                               | Qual. Mondiali 1998                                                   | -                                                                     |                                                                       |
| 27-5-1997                                                             | Kilmarnock                                                            | Scozia                                                                | 0 – 1                                                                 | Galles                                                                | Amichevole                                                            | -                                                                     |                                                                       |
| 20-8-1997                                                             | Istanbul                                                              | Turchia                                                               | 6 – 4                                                                 | Galles                                                                | Qual. Mondiali 1998                                                   | -                                                                     |                                                                       |
| 11-10-1997                                                            | Bruxelles                                                             | Belgio                                                                | 3 – 2                                                                 | Galles                                                                | Qual. Mondiali 1998                                                   | -                                                                     |                                                                       |
| 11-11-1997                                                            | Brasilia                                                              | Brasile                                                               | 3 – 0                                                                 | Galles                                                                | Amichevole                                                            | -                                                                     |                                                                       |
| 25-3-1998                                                             | Cardiff                                                               | Galles                                                                | 0 – 0                                                                 | Giamaica                                                              | Amichevole                                                            | -                                                                     |                                                                       |
| 5-6-1999                                                              | Bologna                                                               | Italia                                                                | 4 – 0                                                                 | Galles                                                                | Qual. Euro 2000                                                       | -                                                                     |                                                                       |
| 9-6-1999                                                              | Liverpool                                                             | Galles                                                                | 0 – 2                                                                 | Danimarca                                                             | Qual. Euro 2000                                                       | -                                                                     |                                                                       |
| 2-6-2001                                                              | Cardiff                                                               | Galles                                                                | 1 – 2                                                                 | Polonia                                                               | Qual. Mondiali 2002                                                   | -                                                                     |                                                                       |
| 6-6-2001                                                              | Kiev                                                                  | Ucraina                                                               | 1 – 1                                                                 | Galles                                                                | Qual. Mondiali 2002                                                   | -                                                                     |                                                                       |
| 1-9-2001                                                              | Cardiff                                                               | Galles                                                                | 0 – 0                                                                 | Armenia                                                               | Qual. Mondiali 2002                                                   | -                                                                     |                                                                       |
| 5-9-2001                                                              | Oslo                                                                  | Norvegia                                                              | 3 – 2                                                                 | Galles                                                                | Qual. Mondiali 2002                                                   | -                                                                     |                                                                       |
| Totale                                                                |                                                                       | Presenze                                                              | 16                                                                    |                                                                       | Reti                                                                  | 0                                                                     |                                                                       |

## Palmarès

### Giocatore

#### Competizioni nazionali
- Coppa del Galles: 1

Swansea City: 1990-1991